# کریواچا (لوچانی)
کریواچا (به صربی: Krivača) یک منطقهٔ مسکونی در صربستان است که در لوچانی واقع شده‌است. کریواچا ۳٫۷۳ کیلومتر مربع مساحت و ۱۵۷ نفر جمعیت دارد و ۳۹۵ متر بالاتر از سطح دریا واقع شده‌است.